# 安定恐慌
安定恐慌（あんていきょうこう）とは、インフレを収束させるため政府が金融を引き締めて貨幣価値を安定させる政策をとるときに起こる恐慌状態のこと。安定不況（あんていふきょう）、ドッジ不況（ドッジふきょう）とも呼ばれる。

## 概要
市場での通貨数量が急速に収縮した結果、金詰まり状態となり、企業の倒産と失業者が増大する。
第一次世界大戦後のドイツ（ヴァイマル共和政）でのマルク安定策後に見られた現象や、太平洋戦争後の日本でドッジ・ライン（1949年）が実施された後に起こったドッジ不況がその事例とされる。